# Lucas Biglia
Lucas Rodrigo Biglia, né le 30 janvier 1986  à Mercedes (Argentine), est un footballeur international argentin qui évolue au poste de milieu défensif.

## Biographie

### Carrière en club

#### Débuts en Argentine
Il est formé à l'Argentinos Juniors avant d'évoluer dans le club argentin CA Independiente. En 2005, il gagne la Coupe du monde des moins de 20 ans avec l'équipe d'Argentine, avec Lionel Messi, dont il est le capitaine.

#### Anderlecht (2006-2013)
Alors qu'il était également convoité par le Valence CF et le Villarreal CF, Biglia signe en mai 2006 un contrat de quatre ans, avec option pour une année supplémentaire, au Royal Sporting Club d'Anderlecht, le club bruxellois champion de Belgique 2005-2006, équipe avec laquelle il peut s'exprimer en Ligue des champions. Il rejoint dans ce club son ancien coéquipier à l'Independiente Nicolas Frutos et porte désormais le maillot numéro 5.
Excellent récupérateur, très créatif et titulaire incontestable du onze d'Anderlecht avec lequel il remporte le championnat, il est élu meilleur jeune au terme de la saison 2006-2007 et il est régulièrement comparé par la presse bruxelloise à Fernando Redondo.
Il intéresse alors de nombreux grands clubs européens, dont le FC Barcelone, l'Inter Milan, et Valence. Son club estime sa valeur à plus ou moins 10 000 000 euros. Lors du mercato d'été de 2009, il est convoité par le club de Naples et aussi par les Turcs de Fenerbahce et Galatasaray. Biglia reste finalement au Sporting d'Anderlecht, le club bruxellois ne souhaitant pas se séparer de l'un de ses meilleurs joueurs.
Le Sporting ne regrette pas de l'avoir gardé : la saison 2009-2010 est sans doute sa meilleure. C'est par lui que la plupart des ballons transitent.[réf. nécessaire]
Le RSC Anderlecht survole le championnat belge et réalise une excellente saison en Ligue Europa dans laquelle Lucas Biglia inscrit un but important, le 18 février 2010, lors du déplacement à l'Athletic Bilbao en 16e de finale. C'est son second but européen après celui marqué le 6 décembre 2006 en Ligue des champions face à l'AEK Athènes.
Selon les médias, le Milan AC l'aurait inscrit sur ses tablettes ainsi que de nombreux grands clubs européens, son profil technique et sa classe intrinsèque le rapprochant vaguement de l'ancien joueur argentin Redondo. 
Au cours de l'année 2011-2012, il remporte le titre de champion de Belgique avec le Royal Sporting club d'Anderlecht et le titre de meilleur joueur d'Anderlecht décerné par les supporteurs. Malgré de nombreuses rumeurs qui l'envoient une nouvelle fois un peu partout en Europe (Milan, Real Madrid, Arsenal), le joueur décide de rester à Anderlecht.
Au mercato de janvier 2013 sous le prétexte de migraines dues au stress, il fait le forcing pour baisser sa clause de départ, en ne participant pas au stage hivernal de son club, le Royal Sporting Club d'Anderlecht. Une attitude très peu appréciée par les supporters de son club et également dans la direction, lui envoyant même un huissier et un médecin en Argentine.
En mai 2013, via un coup franc dévié par le mur de SV Zulte Waregem, il permet à son équipe d'obtenir un match nul qui offre un 32e titre de champion de Belgique au RSC Anderlecht. À l'issue de ce match, il déclare à la presse, qu'il vient de disputer son dernier match avec le club bruxellois.

#### Lazio Rome (2013-2017)
En juillet 2013, Biglia signe un contrat de 5 ans en faveur de la Lazio Rome pour un montant estimé à 5,5 millions d'euros.

#### AC Milan (2017-2020)
Le 16 juillet 2017, Biglia s'engage pour trois ans avec l'AC Milan.

#### Fatih Karagümrük (depuis 2020)
Le 14 septembre 2020, libre de tout contrat, Biglia signe pour un an au Fatih Karagümrük, club turc promu en Süper Lig.
Biglia est titulaire lors de son premier match de championnat le 20 septembre contre le Gaziantep FK.

### En équipe nationale
En octobre 2010, il reçoit un avis de présélection en équipe nationale argentine pour une rencontre amicale contre le Japon. Puis en novembre 2010, il est convoqué en équipe d'Argentine pour une rencontre amicale face à la célèbre équipe du Brésil.
C'est le 9 février 2011 qu'il reçoit véritablement sa première sélection sous le maillot de l'Argentine. Il joue en effet quelques minutes lors d'un match amical face au Portugal (2-1).
Le 29 mars 2011, il est titulaire et joue tout le match face au Costa Rica (0-0). Bien que l'Argentine soit passée à côté de son sujet, il est le meilleur homme sur le terrain. Il porte même le brassard de capitaine toute la seconde mi-temps.
Le 2 juin 2014, il est sélectionné pour participer au Mondial 2014 au Brésil avec l'Argentine.
Lors de la Coupe du monde 2014, il est titularisé à partir des quarts de finale jusqu’à la finale.
Le 17 novembre 2015, Biglia marque son unique but pour l'Argentine contre la Colombie et offre une victoire 1-0 dans les éliminatoires de la Coupe du monde 2018.
En juin 2016, il participe à la Copa América Centenario. L'Argentine perd en finale face au Chili aux tirs au but ; Biglia rata le sien.
Convoqué pour la Coupe du monde 2018, Biglia ne joue que le premier match contre l'Islande avant d'être relégué sur le banc des remplaçants. Il prend sa retraite internationale après l'élimination de l'Albiceleste contre la France en huitièmes de finale (4-3).

## Statistiques

### Statistiques détaillées
| Saison                | Club                  | Championnat           | Championnat | Championnat | Championnat | Coupe(s) nationale(s) | Coupe(s) nationale(s) | Coupe(s) nationale(s) | Supercoupe | Supercoupe | Supercoupe | Compétition(s) continentale(s) | Compétition(s) continentale(s) | Compétition(s) continentale(s) | Compétition(s) continentale(s) | Argentine | Argentine | Argentine | Total | Total | Total |
| Saison                | Club                  | Division              | M.          | B.          | P.d.        | M.                    | B.                    | P.d.                  | M.         | B.         | P.d.       | Comp.                          | M.                             | B.                             | P.d.                           | M.        | B.        | P.d.      | M.    | B.    | P.d.  |
| 2003-2004             | Argentinos Juniors    | D2                    | 2           | 0           | 0           | -                     | -                     | -                     | -          | -          | -          | -                              | -                              | -                              | -                              | -         | -         | -         | 2     | 0     | 0     |
| 2004-2005             | Argentinos Juniors    | D1                    | 15          | 1           | 2           | -                     | -                     | -                     | -          | -          | -          | -                              | -                              | -                              | -                              | -         | -         | -         | 15    | 1     | 2     |
| Sous-total            | Sous-total            | Sous-total            | 17          | 1           | 2           | -                     | -                     | -                     | -          | -          | -          | -                              | -                              | -                              | -                              | -         | -         | -         | 17    | 1     | 2     |
| 2004-2005             | CA Independiente      | D1                    | 11          | 0           | 1           | -                     | -                     | -                     | -          | -          | -          | -                              | -                              | -                              | -                              | -         | -         | -         | 11    | 0     | 1     |
| 2005-2006             | CA Independiente      | D1                    | 38          | 0           | 6           | -                     | -                     | -                     | -          | -          | -          | -                              | -                              | -                              | -                              | -         | -         | -         | 38    | 0     | 6     |
| Sous-total            | Sous-total            | Sous-total            | 49          | 0           | 7           | -                     | -                     | -                     | -          | -          | -          | -                              | -                              | -                              | -                              | -         | -         | -         | 49    | 0     | 7     |
| 2006-2007             | RSC Anderlecht        | D1                    | 33          | 1           | 4           | 6                     | 0                     | 1                     | 1          | 0          | 0          | C1                             | 6                              | 0                              | 1                              | -         | -         | -         | 46    | 1     | 6     |
| 2007-2008             | RSC Anderlecht        | D1                    | 30          | 1           | 0           | 7                     | 0                     | 0                     | 1          | 0          | 0          | C1+C3                          | 2+10                           | 0                              | 0+2                            | -         | -         | -         | 50    | 1     | 2     |
| 2008-2009             | RSC Anderlecht        | D1                    | 32          | 2           | 2           | 1                     | 0                     | 0                     | 1          | 0          | 0          | C1                             | 1                              | 1                              | 0                              | -         | -         | -         | 35    | 3     | 2     |
| 2009-2010             | RSC Anderlecht        | D1                    | 34          | 1           | 8           | 2                     | 1                     | 0                     | -          | -          | -          | C1+C3                          | 3+9                            | 0+2                            | 0                              | -         | -         | -         | 48    | 4     | 8     |
| 2010-2011             | RSC Anderlecht        | D1                    | 26          | 0           | 0           | 1                     | 0                     | 0                     | 1          | 0          | 1          | C1+C3                          | 2+5                            | 0                              | 0                              | 6         | 0         | 0         | 41    | 0     | 1     |
| 2011-2012             | RSC Anderlecht        | D1                    | 30          | 2           | 9           | 1                     | 0                     | 0                     | -          | -          | -          | C3                             | 7                              | 0                              | 1                              | -         | -         | -         | 38    | 2     | 10    |
| 2012-2013             | RSC Anderlecht        | D1                    | 36          | 5           | 8           | 4                     | 0                     | 0                     | 1          | 0          | 0          | C1                             | 10                             | 0                              | 0                              | 4         | 0         | 0         | 55    | 5     | 8     |
| Sous-total            | Sous-total            | Sous-total            | 221         | 12          | 31          | 22                    | 1                     | 1                     | 5          | 0          | 1          | -                              | 55                             | 3                              | 4                              | 10        | 0         | 0         | 313   | 16    | 37    |
| 2013-2014             | Lazio Rome            | Serie A               | 26          | 2           | 0           | 1                     | 0                     | 0                     | 1          | 0          | 0          | C3                             | 4                              | 0                              | 1                              | 16        | 0         | 1         | 48    | 2     | 2     |
| 2014-2015             | Lazio Rome            | Serie A               | 27          | 3           | 2           | 4                     | 1                     | 1                     | -          | -          | -          | -                              | -                              | -                              | -                              | 9         | 0         | 1         | 40    | 4     | 4     |
| 2015-2016             | Lazio Rome            | Serie A               | 27          | 4           | 3           | 2                     | 0                     | 0                     | 1          | 0          | 0          | C1+C3                          | 1+5                            | 0+1                            | 0+2                            | 10        | 1         | 0         | 46    | 6     | 5     |
| 2016-2017             | Lazio Rome            | Serie A               | 29          | 4           | 3           | 5                     | 1                     | 0                     | -          | -          | -          | -                              | -                              | -                              | -                              | 7         | 0         | 0         | 41    | 5     | 3     |
| Sous-total            | Sous-total            | Sous-total            | 109         | 13          | 8           | 12                    | 2                     | 1                     | 2          | 0          | 0          | -                              | 10                             | 1                              | 3                              | 42        | 1         | 2         | 175   | 17    | 14    |
| 2017-2018             | AC Milan              | Serie A               | 28          | 1           | 1           | 4                     | 0                     | 0                     | -          | -          | -          | C3                             | 5                              | 0                              | 0                              | 6         | 0         | 0         | 43    | 1     | 1     |
| 2018-2019             | AC Milan              | Serie A               | 16          | 1           | 0           | 1                     | 0                     | 0                     | -          | -          | -          | C3                             | 2                              | 0                              | 0                              | -         | -         | -         | 19    | 1     | 0     |
| 2019-2020             | AC Milan              | Serie A               | 14          | 0           | 1           | -                     | -                     | -                     | -          | -          | -          | -                              | -                              | -                              | -                              | -         | -         | -         | 14    | 0     | 1     |
| Sous-total            | Sous-total            | Sous-total            | 58          | 2           | 2           | 5                     | 0                     | 0                     | -          | -          | -          | -                              | 7                              | 0                              | 0                              | 6         | 0         | 0         | 76    | 2     | 2     |
| 2020-2021             | Fatih Karagümrük      | Süper Lig             | 35          | 3           | 2           | -                     | -                     | -                     | -          | -          | -          | -                              | -                              | -                              | -                              | -         | -         | -         | 35    | 3     | 2     |
| 2021-2022             | Fatih Karagümrük      | Süper Lig             | 33          | 1           | 5           | 4                     | 1                     | 1                     | -          | -          | -          | -                              | -                              | -                              | -                              | -         | -         | -         | 37    | 2     | 6     |
| Sous-total            | Sous-total            | Sous-total            | 68          | 4           | 6           | 4                     | 1                     | 1                     | -          | -          | -          | -                              | -                              | -                              | -                              | -         | -         | -         | 72    | 5     | 7     |
| Total sur la carrière | Total sur la carrière | Total sur la carrière | 522         | 32          | 56          | 43                    | 4                     | 3                     | 7          | 0          | 1          | -                              | 72                             | 4                              | 7                              | 58        | 1         | 2         | 702   | 41    | 69    |

### But international
| 0   | Date             | Lieu                                                           | Compétition                       | Résultat | Adversaire | Détail | Détail         | Détail | Sél. |
| --- | ---------------- | -------------------------------------------------------------- | --------------------------------- | -------- | ---------- | ------ | -------------- | ------ | ---- |
| 1er | 17 novembre 2015 | Estadio Metropolitano Roberto Meléndez, Barranquilla, Colombie | Éliminatoires Coupe du monde 2018 | V 0-1    | Colombie   | 20e    | du pied gauche | 0-1    | 38e  |

## Palmarès
- Vainqueur de la Coupe du monde des moins de 20 ans en 2005 avec l'équipe d'Argentine U20
- Champion de Belgique en 2007, 2010, 2012 et 2013 avec le RSC Anderlecht
- Vainqueur de la Coupe de Belgique en 2008 avec le RSC Anderlecht
- Vainqueur de la Supercoupe de Belgique en 2006, 2007, 2010 et 2012 avec le RSC Anderlecht
- Finaliste de la coupe du monde 2014 avec l'equipe d'Argentine.
- - Finaliste de la Coupe d'Italie en 2017 avec La Lazio

## Distinctions personnelles
- Élu Jeune Pro de l'année en 2007